# Chico Anysio Show
Chico Anysio Show foi um programa de televisão brasileiro criado pelo humorista Chico Anysio, produzido primeiramente pela TV Rio e dirigido pelo próprio Chico e por Geraldo Thomé a partir de 1960, onde foi exibido até 1964, com tipos famosos como o barman fanho "Qüem-Qüem", o "Dr. Alfacinha", o "Urubolino", o "Coronel Limoeiro" e outros mais.
Foi o primeiro programa humorístico da televisão brasileira a usar o videoteipe, já em 1960, permitindo que Chico Anysio contracenasse com ele mesmo, quando fazia mais de um personagem. O recurso do videoteipe, distante da atual tecnologia de computação gráfica, se dava com um personagem aparecendo ao lado de um dublê, numa tomada, enquanto que, em outra tomada, o outro personagem é que aparecia, enquanto o anterior é que era representado pelo dublê.
Na fase TV Rio, o programa teve redação de Antônio Maria, Aloísio Silva Araújo e Max Nunes. Revelou vários comediantes como: Rose Rondelli, Lupe Gigliotti, Carmem Verônica, Nancy Wanderley, Arnaud Rodrigues, João Loredo e vários outros. Na década de 80, a Rede Globo trouxe de volta o programa. Lançou vários redatores: Gilberto Garcia, Mário Tupinambá, Ricardo Garcia entre outros.
A estrutura do programa é conhecida: vários quadros, apresentando os diferentes tipos do humorista.

## Rede Globo
Na Rede Globo, o Chico Anysio Show foi produzido e exibido entre 1982 e 1990, indo ao ar nas noites de quinta-feira logo após a novela das oito. A direção, o elenco, os redatores e a equipe de produção variaram a cada temporada. O título Chico Anysio Show foi retomado após o fim do clássico Chico City, em 1980, depois de quase dez anos, e do mensal Chico Total, levado ao ar na temporada de 1981.

## Elenco na Rede Globo
- Alcione Mazzeo
- Antônio Carlos Pires
- Antônio Pedro
- Arthur Costa Filho
- Berta Loran
- Brandão Filho
- Bruno Mazzeo (1989/1990)
- Castrinho (1982/1990)
- Cazarré
- Cláudia Jimenez
- Cléa Simões
- Danton Mello (1989/1990)
- Dary Reis
- Estelita Bell
- Felipe Pinheiro (1989/1990)
- Flávio Migliaccio
- Francisco Milani
- Grande Otelo
- Guto Franco
- Ivon Curi (1989/1990)
- Jayme Filho
- João Rebello (1989/1990)
- Jombatista
- Leila Miranda
- Lúcio Mauro
- Lug de Paula
- Luiz Delfino (1988/1990)
- Lupe Gigliotti
- Mário Tupinambá
- Milton Carneiro
- Nádia Maria (1989/1990)
- Nizo Neto
- Olney Cazarré
- Orlando Drummond
- Paulo Bacellar (Paulette)
- Pedro Cardoso (1989/1990)
- Regina Chaves
- Rogério Cardoso
- Rony Cócegas
- Suely May
- Tássia Camargo
- Tim Rescala
- Tony Tornado
- Veluma
- Walter D'Ávila
- Wilson Grey

## Personagens
Alguns dos personagens apresentados no programa:
- Haroldo; um cidadão gay que queria ser heterossexual, mas no final sempre voltava pro outro "lado"
- Bento Carneiro, o Vampiro Brasileiro; um dos personagens mais famosos. Era um vampiro que sempre se dava mal em suas tentativas de obter sangue. Era conhecido por seu bordão "Minha Vingança será malígrina!". O personagem também era utilizado para fazer críticas ao país, sempre citando o fato de ser brasileiro para explicar seus fracassos;
- Bixiga;
- Bruce Kane;
- Coalhada; sátira aos jogadores de futebol;
- Jesuíno, o Profeta; era com este personagem que Chico Anysio encerrava os programas, objetivando, com um tom mais sério, passar uma mensagem de paz aos telespectadores;
- Mariano; colunista e dono de salão de beleza, sempre debochava das mulheres que frequentavam seu salão
- Marmo Carrara; delegado guei que tinha um caso com o inspetor da delegacia
- Meinha;
- Nazareno; personagem extremamente famoso pelo seu bordão "CA-LA-DA!!" que dirigia à sua horrenda esposa. Caracterizado como um homem alcoólatra e muito machista;
- Neyde Taubaté;
- Nico Bondade; típico aposentado que para sobreviver sempre procurava emprego para ajudar em sua renda, sempre se dava mal e nunca reclamava
- Painho;
- Professor Raimundo; típico professor famoso pelo seu bordão "E o Salário ó!!", que não aguenta os peraltices de seus alunos, que sempre levam nota 0 do professor. É um personagem que posteriormente ganhou um programa próprio, a Escolinha do Professor Raimundo;
- Salomé de Passo Fundo; personagem utilizado por Chico Anysio para satirizar a ditadura militar: aparecia somente ao telefone supostamente conversando com o então presidente João Figueiredo, a quem se referia como "João Batista" (os dois primeiros nomes de Figueiredo). Inventava apelidos para ministros e outras personalidades do governo, como o "Japonesinho do Geisel" (em referência ao ex-Ministro das Minas e Energia, Shigeaki Ueki). Chico Anysio chegou até a fazer uma apresentação especial interpretando Salomé para o presidente Figueiredo no Palácio do Planalto;
- Santelmo;
- Seu Jaime;
- Tavares; assim como Nazareno, também era um personagem alcoólatra e grosseiro. Sempre aparecia com um copo de uísque na mão e se dirigia à mulher, rica, feia e bem mais velha, vivida por Zezé Macedo, como "Biscoito";
- Tim Tones; famoso personagem que satirizava pastores de igrejas que só visavam ao dinheiro, seu nome é baseado em Jim Jones. É lembrado por seu bordão "vamos passar a sacolinha" e pela sua canção-tema;
- Teteu;